# Ми смерті дивилися в обличчя
«Ми смерті дивилися в обличчя» (рос. «Мы смерти смотрели в лицо») — російський радянський художній фільм 1980 року; прем'єра відбулася в березні 1981 року.
Фільм знятий на кіностудії «Ленфільм» режисером Наумом Бірманом за сценарієм, написаним Юрієм Яковлєвим за його ж книгою «Балерина політвідділу» (1979); сюжет заснований на реальних подіях — створенні Аркадієм Обрантом Фронтового молодіжного ансамблю.
У фільмі використана музика з творів Дмитра Шостаковича, звучить вірш Ольги Берггольц. Назвою фільму послужив рядок вірша «Юний барабанщик» (вільний переклад з німецької Михайла Свєтлова).

## Зміст
Під час війни підтримання морального духу бійців є пріоритетним завданням. У блокадному Ленінграді мобілізований балетмейстер розшукує своїх колишніх підопічних із метою створити з них танцювальну групу, яка б надихала солдатів продовжувати опір. Фільм заснований на реальних подіях.

## Ролі
- Олег Даль — Корбут (червоноармієць, колишній балетмейстер Палацу піонерів)
- Любов Малиновська (озвучила Віра Титова) — тітка Валя (медсестра, колишня костюмер Палацу піонерів)
- Лариса Толкачова — Тамара Самсонова
- Юра Жуков — Вадик Ложбинський
- Борис Бірман (в титрах - Боря Наумов) — Сережа Марков
- Ольга Кузнецова — Женя Сластна
- Юля Слезкинська — Алла Петуніна
- Саша Довгальов — Шурик Щербаков
- Саша Зенкевич — Вітя Кочнев
- Ігор Кустов — Ігор Усін
- Юра Федоров — Левушка Снегірьов

В епізодах
- Валентин Голубенко — скупник-мародер
- Олександр Жданов — молодий солдат
- Володимир Заманський — полковий комісар з політвідділу
- Сергій Заморев — черговий офіцер
- Валентин Нікулін — Король (артист Ленестради)
- Анатолій Рудаков — солдат
- Юрій Соловйов — офіцер з політвідділу
- Галина Чигинська — епізод
- Олексій Ян — директор школи

Ролі юних танцюристів виконували студенти Вагановського училища; винятком був Борис Бірман, син режисера, школяр. Пізніше він згадував:

Є у мене претензії до себе в цьому фільмі, я там занадто усміхнений, а потім коли разгріміруєшься, пам'ятаю, то навіть місце в трамваї поступалися.

### Головна роль
Цей фільм став передостаннім для Олега Даля.
Олександр Мурин, який знав Обранта, згадував: Даль, готуючись до ролі, попросив його розповісти про Обранте («Мені дорога кожна рисочка цієї людини»). Коли вже після смерті Даля Мурин подивився фільм, його потрясла сцена:

Балетмейстер (Даль) йде по ленінградськії вулиці. Вмерзли трамваї, висять обірвані дроти. Рана дає знати. Він сутулиться, горбиться. Але згадав, що він артист. І стала легкою хода, випросталася спина. Точно як у Обранта, що йде вдалину по Невському.

## Знімальна група
- Автор сценарію - Юрій Яковлєв
- Режисер-постановник - Наум Бірман
- Оператор-постановник - Генріх Маранджян
- Художник-постановник - Белла Маневич
- Звукооператор - Ігор Вигдорчик
- Балетмейстер - Неллі Раудсепп, входила до числа перших учасників Фронтового молодіжного ансамблю.
- Режисер - Л. Гальба
- Оператори - А. Кудрявцев, С. Іванов
- Монтаж - Ізольда Головко
- Художник-декоратор - Римма Штиль
- Грим - М. Л. Єранцевой
- Костюми - М. Стручкової
- Режисерська група - Ю. Корнієва, А. Медведєв, А. Сергієва, Г. Згаіграєва
- Комбіновані зйомки:
Оператор - Г. Кокорєв
Художник - А. Сидоров
- Головний консультант - генерал-лейтенант В. Дьомін
- Редактор - Олександр Безсмертний
- Асистенти: 
По монтажу - Т. Прокоф'єва
Звукооператора - Микола Астахов
- Адміністративна група - Марина Довладбегян, А. Бунчукова
- Директор картини - Натан Печатников

## Нагороди
- Приз Каунаського міськкому ВЛКСМ за успішне втілення військово-патріотичної теми на Всесоюзному кінофестивалі 1981 року у Вільнюсі.